# Ювелирное дело на Украине
Ювелирное дело в простейшей форме возникло с человеческим обществом и первыми проявлениями его культуры. Сначала украшениями были простые вещи, которым приписывались магические свойства: цветки, перья, кусочки древесины, кости, камни, рисунки на теле и пр. Археологические находки на территории указывают, что по крайней мере 20 тыс. лет тому назад жители владели искусством резьбы по кости (браслеты из бивня мамонта), изготовляли ожерелья из ракушек.
Между эпохой палеолита, когда были созданы эти вещи, и эпохой славянских племён, богатой на оригинальные ювелирные изделия, лежит период истории, о котором известно сравнительно мало. Не существует даже чёткой исторической модели развития этих культур, а тем более систематизации их украшений, которые дошли до наших дней совсем в небольшом количестве. Скорее всего, ювелирное искусство, как таковое, не получило особого развития в этих культурах, или оно недостаточно исследовано. Намного больше украшений оставили племена и народы, которые мигрировали через территорию Украины в разные исторические периоды.

## Медный,бронзовыйижелезныйвека
Когда наши предки находили самородный металл они обрабатывали его холодными методами, например, ковкой. Научившись выплавлять металл из руды, начали плавить его в огне и лить в формы. Мастера бронзового века изготовляли браслеты, булавки, подвески, фибулы. Литьё по восковой модели, ковка стали распространёнными техниками. Много нового принесли с собой киммерийцы
. Их видение мира отразилось в бронзовых, временами железных, растительных и животных композициях.
Известно много шедевров, созданных греческими и скифскими ювелирами. Наиболее известна царская золотая пектораль Великой скифии. Для украшения тела, оружия и доспехов они пользовались всеми известными к тому времени техниками: литьём, чеканкой, гравировкой, позолотой, инкрустацией и др., умели оправлять камень. Образы фантастических зверей (грифоны, сфинксы, крылатые животные и звери с человеческими главами), которые изображены на их изделиях, дали название особому скифскому звериному стилю. С расцветом скифского государства примитивная в начале техника изготовления значительно усовершенствовалась, а стилизация образов развилась в реалистичный способ передачи сложных зооморфных композиций. Сарматы подчинили скифов и заняли территорию их проживания. Эта культура принесла с собой новые традиции — своеобразный полихромный стиль, особенностью которого являются насыщения тела животных цветными вставками из голубой пасты или бирюзы в напаянных гнездах. Греческое искусство Причерноморья немного видоизменило полихромный стиль сармат — увеличило цветовую палитру. Интересно, что рядом с благородными металлами и камнями в ювелирных изделиях того времени начинает встречаться стекло. В таком стиле часто выполнялись греческие фибулы-броши разной формы.

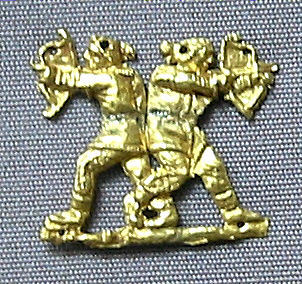
Скифские лучники. 350—400 год до н. э. Крым

Кроме сарматского звериного стиля, существуют и другие: искусство северо-запада — кельтов. В римских провинциях происходил так называемый ренессанс кельтского ремесла, который проявился, в частности, в украшениях. В Причерноморье эти украшения распространили варвары. Вторым путём проникновения кельтских украшений были торговые и культурные контакты с северными племенами. Кельтский стиль в своё время проник на территорию Британских островов, оттуда в Германию и Прибалтику, а уже оттуда на Русь. Фактически каждая более поздняя археологическая культура имеет кельтские элементы в стилях изготовления украшений и оружия
.
Гунны принесли с собой немного другой вариант полихромного стиля, который отличался тем, что цветные вставки отделялись напаянными перегородками и наличием фоновых орнаментов из скани и зерни.
В дальнейшем не прекращалось движение разных народов из Азии (аваров, болгар, хазар, угров, печенегов) на Запад. Каждое из этих племен в движении на Запад забирало с собой часть местных мастеров и в тот же время оседало, смешивалось с местными жителями.

Украшения бронзового века, найденные на Украине
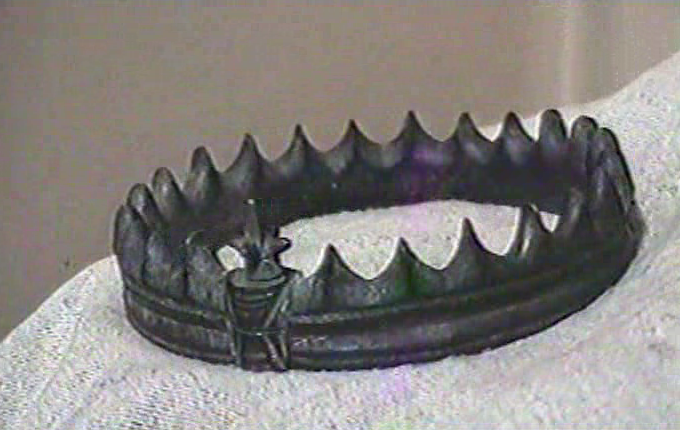
Гривна
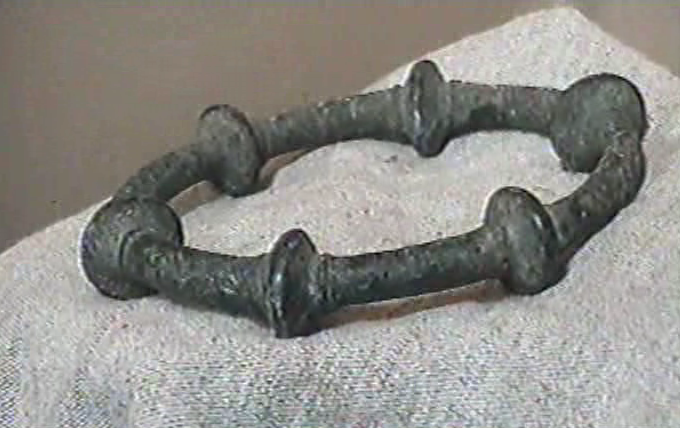
Гривна
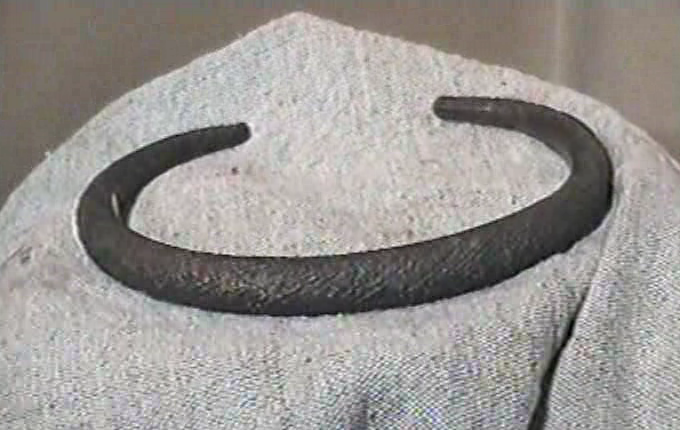
Гривна
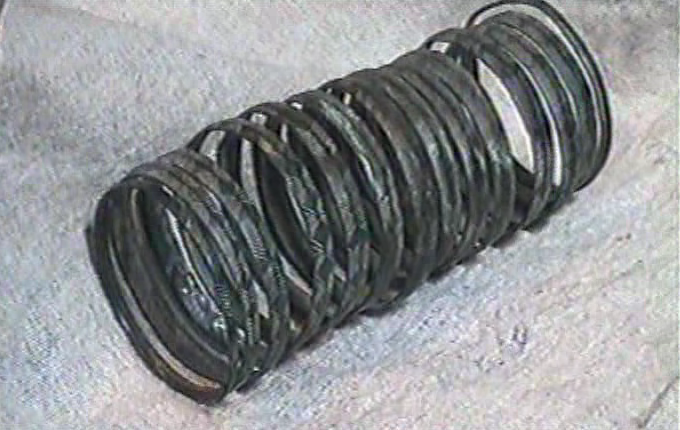
Браслет
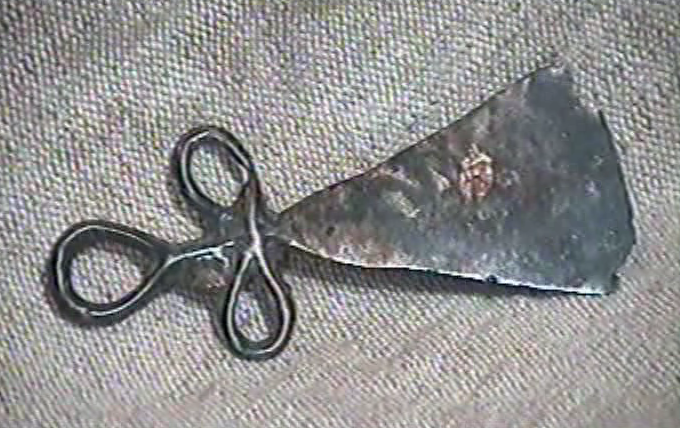
Ритуальный кулон-нож

## Средневековье
Достижения предыдущих поколений не исчезли бесследно. Это проявилось и в ювелирных изделиях. В то же время, рядом с оригинальными формами, в славянских ювелирных украшениях заметно влияние скифов, сарматов, гуннов, эллинов, кельтов, викингов.
Техниками, которые использовали древние славяне, были: ковка, чеканка,  зернь, литьё по восковой модели и в каменные формы, эмаль, чернь и др. Со временем техника зерни, черни и перегородчатой эмали приобрела непревзойдённое в наши дни совершенство, распространились скань и филигрань. В XI веке немецкий учёный монах Теофил в «Трактате о разных видах искусства» ставит ювелиров Древней Руси на второе место после византийских. Плано Карпини писал, что в Каракоруме (Монголия) видел высокохудожественные изделия ювелира Кузьмы. Кроме широко известных всем народам подвесок, перстней, диадем, браслетов, фибул, ожерельев и др., славяне имели своеобразные украшения — серебряные браслеты киевского типа, эмалевые колты и диадемы. Также известно много славянских металлических амулетов: ложки, топорики,  нашивные бляшки.
С приходом новой христианской веры из Византии изменилось мировоззрение, культура, искусство. Появляется новый тип изделий — богатые, часто обшитые жемчугом (преимущественно Днепровского происхождения) обложки книг, церковная посуда, кресты, оклады икон, со временем ставшие реликвией, паникадила, лампады; вещи столового употребления: ковши, кубки, рюмки, тарелки. В «Повести временных лет» упоминается о сооружённых Владимиром Мономахом позолоченных надгробьях Бориса и Глеба. Памятником ювелирного искусства является оклад Мстиславого Евангелия (сделан в Константинополе по поручению и на средства киевского князя Мстислава; в настоящее время хранится в Архангельском соборе Московского кремля).
Конец яркому развитию ювелирного искусства Руси положили монголо-татары, которые разрушили Киев и истребили много трудоспособного населения. Русских мастеров брали в плен, где те работали на татар. Упадок длился несколько столетий. В Галицко-Волынском княжестве старались продолжать традиции Киева.

## Эпоха Возрождения
Дальнейший этап развития обработки золота на Украине характеризуется распространением нового стиля периода Возрождения с использованием древнерусских декоративных элементов. Мощными регионами ювелирного искусства становятся Львов, Киев, Каменец-Подольский и др. уже в составе Польско-Литовского государства. Долгое время ведущим среди них был Львов. До наших дней дошли имена известнейших украинских мастеров золотообработки: Николай, Лаврентий, Симон, А. Касьянович, Г. Остафиевич.
Самостоятельный цех обработки золота во Львове был основан более четырёх столетий тому назад. В работах мастеров цеха форма светской европейской посуды и украшений того времени часто объединяется с местными декоративными и функциональными признаками. Сугубо львовскими считались серебряные пояса — поверхность широкого кожаного пояса украшалась серебряными, часто позолоченными, гравированными бляхами в виде кругов или овалов, которые чередовались с прямоугольными пластинами. В то время ювелиры ещё не умели по-настоящему обрабатывать камень, чтобы усилить его блеск и цвет. Как правило, камень лишь слегка шлифовался и полировался, не изменяя неправильной формы. Для такого камня делали массивные касты-гнезда, которые существенно скрывали камень. Поэтому появление первых привозных гранёных бриллиантов было встречено с большим любопытством.
Русские православные мастера золотобработки начали испытывать значительные притеснения со стороны официальной власти и постепенно из преобладающего цехового большинства превратились в малозначимое меньшинство. Это привело к изменению их рабочего материала с золота на серебро.
На украинское ювелирное дело оказывалось существенное влияние с запада (Аусбург, Нюрнберг) и востока (Турция, посредничеством Кракова и Люблина).
В таких регионах, как Киев, Переяслав, Нежин, Чернигов ювелиры совершенствуются и приобретают разнообразные технические приёмы, которые используются в пределах одного изделия. Объединяется выемчатая, перепончатая и живописная эмали, литьё, чеканка высокой и низким рельефом, травление, глубокая гравировка и филигрань. Украшения становятся меньшими в размере и более легкими. Сережки все чаще носят в проколотых ушах, а не на подвесках  или вплетёнными в волосы. Изменяется форма браслетов. Это уже не широкие пластины на шарнирах (в Древней Руси ими поддерживали длинные рукава рубашки), а легкий сплошной обруч или цепочка с использованием черни по золоту, бриллиантов или жемчуга. Перстни, пуговицы, пряжки и декоративные украшения становятся популярными среди мужчин и женщин всех социальных слоёв.
Рядом с цехами существуют мастерские отдельных ювелиров. До наших дней дошли изделия эпохи Барокко из мастерских И. Равича, М. Юрьевича, П. Волоха, И. Завадовского (царские ворота из сплошного серебра и оковка престола в Киево-Печерской лавре и для собора св. Софии в Киеве).
Этот период обусловлен значительным интересом к ценным камням. Появились мастера по огранке бриллиантов и цветного камня. Это вынудило ювелиров обратить внимание на важность объединения «вновь открытого» камня с металлом.

## Период Рококо
Короткий период Рококо почти не оставил следа в украинском ювелирном деле.
В сельской местности стало развиваться сельское, непрофессиональное ювелирное искусство. Оно черпало идеи ещё из давних языческих форм и орнаментов. На стыке XVIII—XIX столетий в Карпатах, в частности на Гуцульщине, среди мастеров появляются династии мастеров-мосяжников (Дудчаки, Медведчуки, Федюки). В восточных регионах Украины приобрели распространение дукачи — чеканенные медальоны или золотые монеты, которые висели на цепочках, или своеобразных брошах-бантах. Аналогией на западе Украины были згарды  — ряд серебряных монет в виде ожерелья.

## Ювелирное дело вXX веке
Войны в начале века полностью прекратили любой прогресс в развитии ювелирного дела на Украине. Во времена коммунистического режима ситуация в области художественной ювелирной обработки значительно ухудшилась. Сначала советские ювелиры в значительной мере повторяли старомодные образцы прошлого столетия. На смену дорогим ювелирным украшениям довоенных времен, которые отвечали ценной одежде зажиточных слоёв населения, пришли изделия из относительно недорогих материалов со вставками из дешёвого камня и стекла. Стимулом к этому было постановление ЦК КПСС и Совета Министров СССР «Об устранении чрезмерности в проектировании и строительстве». Перед художниками была поставлена задача — найти новые формы с использованием современных материалов и достижений техники. Развернулась борьба с «чрезмерностью» и копированием стилей прошлого. Со временем эта ситуация изменилась. Стабилизация общественной жизни привела к тому, что снова возвратились ценные материалы, но форма осталась.
Эпоха социализма выдвинула целый перечень ограничений. Право изготовлять любые изделия из драгоценных металлов и камней принадлежало исключительно государственным предприятиям. Мелким мастерским разрешалось заниматься только ремонтом. Для промышленных образцов характерным стал «классический советский» стиль (ягодки, цветочки, листочки). Вследствие недостатка специалистов-проектантов возник недостаток гибкости в реагировании на нужды рынка и на актуальные течения и направления ювелирного дизайна.
Из-за идеологических предрассудков советского режима, информационной изоляции, запрета индивидуальным мастерам работать с драгоценными материалами, отсутствия возможности приобрести профессиональное художественное образования в ювелирном деле, украинские мастера были лишены возможности создавать оригинальные ювелирные украшения.

## Современное состояние
На Украине существует пять средних учебных заведений художественного направления, где на протяжении одного-трёх семестров студенты изучают технологии и основы композиции ювелирного дела. Во Львовской академии искусств на единственной на Украине кафедре металла один семестр посвящён малым формам. Официально работа с драгоценными материалами в мастерских академии в связи с запутанным и сложным законодательством не производится.
В Одессе подготовкой ювелиров занимается учебно-производственный центр «Академия ювелирного искусства». Учащиеся могут получить две специальности «Ювелир-модельер» и «Ювелир-закрепщик».
Отсутствие специализированных галерей и неразвитость художественной критики значительно усложняет реализацию произведений одиночных художников-ювелиров. Отсутствие регулярных выставок и конкурсов не способствует творческой мысли. Недостаток инструментов, оборудования и материалов крайне усложняет и так затруднительную ситуацию. В крупнейшем Львове нет ни одного магазина с инструментами или материалами, хотя количество ювелирных мастерских за постсоветский период увеличилась почти вдесятеро. Несовершенное законодательство разрешает открывать ювелирные мастерские лицам, не имеющим специального образования. Авторское право практически не соблюдается.
Не существует отдельного союза или объединения художников-ювелиров. Нет контактов с зарубежными коллегами. Не существует украиноязычной профессиональной литературы. Первой попыткой собрать и сравнить ювелиров из разных регионов Украины была выставка 1997 года в новообразованном музее НБУ «Сокровища Украины» в Киеве. Впервые на Украине ювелиры-промышленники в 1999 году проводили выставку своей продукции «Ювелир-Экспо» в Киеве. На Украине есть четыре государственных ювелирных завода и две гранильные фабрики, государственное предприятие по добычи и обработке янтаря. Совсем недавно Украина начала добывать собственное золото.
В последнее время образовываются небольшие частные ювелирные фирмы, состоялось несколько персональных и групповых выставок художников-ювелиров во Львове, Киеве и других городах. Украинские художники принимают участие и имеют определённые успехи в выставках и конкурсах за границей. К ювелирному делу приобщается всё большее число молодых художников.
Среди современных мастеров-ювелиров Украины можно отметить Айдера Асанова, Владимира Балыбердина, Станислава Вольского.